# Lijst van voetbalinterlands Albanië - Kosovo (vrouwen)
Deze lijst van voetbalinterlands is een overzicht van alle officiële voetbalwedstrijden tussen de nationale vrouwenteams van Albanië en Kosovo. De landen hebben tot nu toe drie keer tegen elkaar gespeeld.

## Wedstrijden
| № | Plaats   | Datum             | Competitie                     | Wedstrijd        | Uitslag |
| - | -------- | ----------------- | ------------------------------ | ---------------- | ------- |
| 1 | Elbasan  | 6 april 2017      | WK 2019 kwalificatie voorronde | Albanië − Kosovo | 3 − 2   |
| 2 | Elbasan  | 16 september 2021 | WK 2023 kwalificatie           | Albanië − Kosovo | 1 − 1   |
| 3 | Pristina | 30 november 2021  | WK 2023 kwalificatie           | Kosovo − Albanië | 1 − 3   |

## Samenvatting
| Competitie                | Totaal gespeeld | Winst Albanië | Gelijk | Winst Kosovo | Doelsaldo Albanië – Kosovo |
| ------------------------- | --------------- | ------------- | ------ | ------------ | -------------------------- |
| WK kwalificatie           | 2               | 1             | 1      | 0            | 4 − 2                      |
| WK kwalificatie voorronde | 1               | 1             | 0      | 0            | 3 − 2                      |
| Totaal                    | 3               | 2             | 1      | 0            | 7 − 4                      |